# Petrelek antarktyczny
Petrelek antarktyczny (Pachyptila desolata) – gatunek średniej wielkości ptaka z rodziny burzykowatych (Procellariidae). Zamieszkuje Ocean Południowy oraz południowe rejony oceanów: Atlantyckiego, Spokojnego i Indyjskiego; gniazduje na wyspach subantarktycznych i antarktycznych. Nie jest zagrożony wyginięciem.

## Taksonomia
Po raz pierwszy zgodnie z zasadami nazewnictwa binominalnego gatunek ten opisał Johann Friedrich Gmelin w 1789 w 13. edycji Systema Naturae. Holotyp pochodził z Wysp Kerguelena (wspomnianych pod dawną nazwą îles de la Désolation). Autor nadał nowemu gatunkowi nazwę Procellaria desolata. Obecnie (2021) Międzynarodowy Komitet Ornitologiczny umieszcza petrelka antarktycznego w rodzaju Pachyptila. Uznaje go za gatunek monotypowy. Dawniej wyróżniano do 6 podgatunków, zazwyczaj 3.

## Morfologia
Długość ciała petrelków antarktycznych wynosi 25–28 cm, masa ciała 115–183 g, rozpiętość skrzydeł 58–66 cm. Wymiary szczegółowe dla 10 dorosłych osobników z Georgii Południowej: długość skrzydła 182–194 mm, długość ogona 85,5–97,6 mm, długość górnej krawędzi dzioba 26,7–29,6 mm, długość skoku 31,6–34,3 mm. Wierzch ciała głównie niebieskoszary, ciemniejszy na ciemieniu. Zgięcie skrzydła, zewnętrzne chorągiewki lotek I rzędu, wewnętrzne lotki II rzędu i lotki III rzędu są czarniawe, przy czym te ostatnie dodatkowo biało zakończone. U wszystkich petrelków z rodzaju Pachyptila przy rozłożonych skrzydłach ciemniejsze pióra tworzą wzór podobny do litery M ciągnący się między koniuszkami skrzydeł. Ogon o wrzecionowatym kształcie zwieńcza czarna końcówka. Wyraźnie odcina się biała brew. Pod okiem biegnie czarny pas. Kantarek, okolice pokryw usznych, gardło i spód ciała są białe, jedynie koniec ogona wyróżnia się ciemniejszą barwą. Tęczówka brązowa. Dziób niebieski z wyjątkiem czarnej górnej krawędzi dzioba i rurkowatych nozdrzy.

## Zasięg występowania
Petrelki antarktyczne zamieszkują Ocean Południowy oraz południowe rejony oceanów: Atlantyckiego, Spokojnego i Indyjskiego. Gniazdują na wyspach tworzących łuk Scotia, Orkadach Południowych, Georgii Południowej i Sandwichu Południowym, Wyspach Crozeta, Wyspach Kerguelena, wyspie Heard, Macquarie, Wyspach Auckland i Wyspie Scotta. Po sezonie lęgowym petrelki antarktyczne opuszczają kolonie i wędrują od obszarów pokrytych pakami lodowymi na północ aż po Peru. Pojawiają się również u wybrzeży RPA i Australii. Nieregularnie zimą pojawiają się na wybrzeżach Peru (gdzie widywano martwe petrelki wyniesione przez wodę) i Chile do okolic równoleżnika 12°S oraz w Brazylii do równoleżnika 24°S.

## Ekologia i zachowanie

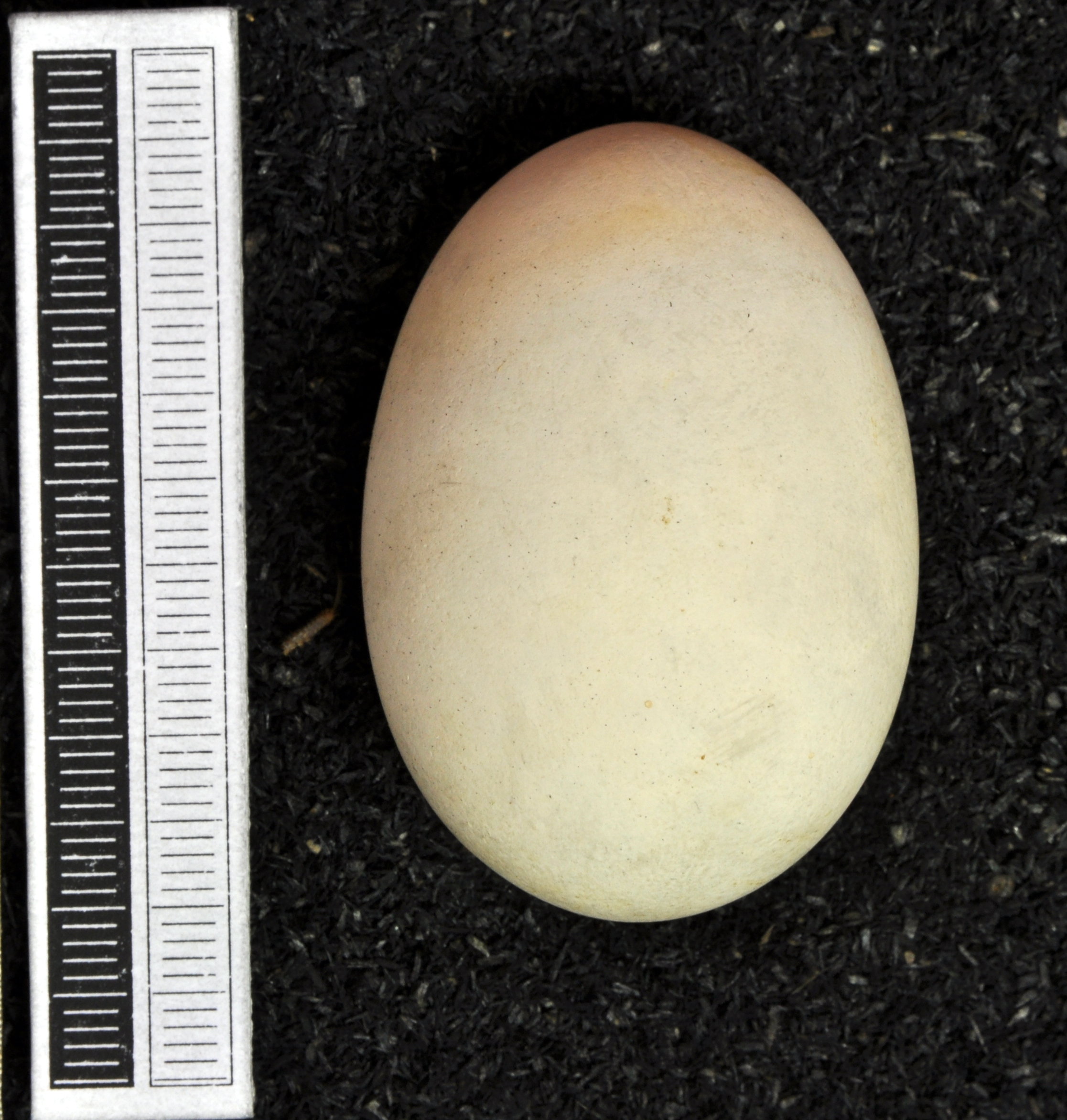
Jajo z kolekcji muzealnej

Na oceanie petrelki antarktyczne pojawiają się w dużych grupach, niekiedy razem z petrelkiem modrym (Halobaena caerulea) i innymi petrelkami. Zwykle nie wykazują zainteresowania łodziami, jednak podążają za dużymi statkami. Gniazdują na zboczach wysp pod kępami traw, w szczelinach skalnych, w rumowiskach i na klifach. Żywią się głównie skorupiakami, zwłaszcza krylem (w tym krylem antarktycznym, Euphausia superba), widłonogami (między innymi Rhincalanus gigas i Calanoides acutus) i obunogami, jedzą również niewielkie ilości ryb i kałamarnic. Zawartość żołądka tych ptaków ma średnią masę 10,9 g. Same petrelki antarktyczne mogą padać ofiarą między innymi wydrzyków subantarktycznych (Stercorarius antarcticus lonnbergi). Rozkopują ich nory, by zjeść pisklęta lub dorosłe petrelki.

### Lęgi
Okres lęgowy zazwyczaj zaczyna się pod koniec października lub na początku listopada, gdy ptaki wracają do kolonii. Niekiedy przesuwa się przez zalegającą pokrywę śnieżną, na przykład na Georgii Południowej. Na Wyspach Crozeta wysiadywanie obserwowano w styczniu i pierwszej połowie lutego, a odchów piskląt dalej do kwietnia. Gniazda umieszczone są na klifie, w zagłębieniach pod kamieniami lub w krótkich norach na miękkich pokrytych trawą zboczach. Samica opuszcza gniazdo blisko dwa tygodnie przed zniesieniem jaja, ale nim do niego wróci, samiec w nocy strzeże wejścia do gniazda, by nie zasypał go śnieg. Podczas kopulacji u petrelków antarktycznych jeden z ptaków (najprawdopodobniej samica) wydaje specjalny wysoki gwizd. W zniesieniu pojedyncze białe jajo. Inkubacja trwa 44–46 dni, młode jest w pełni opierzone po 45–55 dniach życia.

## Status
IUCN uznaje petrelka antarktycznego za gatunek najmniejszej troski (LC, Least Concern). W 2004 szacowano liczebność światowej populacji na około 50 milionów osobników. BirdLife International w 2018 oceniało trend populacji jako spadkowy ze względu na niszczenie środowiska życia tych ptaków i drapieżnictwo ze strony gatunków inwazyjnych, w tym kotów i szczurów.